# NGC 717
NGC 717 je čočková galaxie v souhvězdí Andromedy. Její zdánlivá jasnost je 14m a úhlová velikost 1,3′ × 0,2′. Je vzdálená 228 milionů světelných let, průměr má 85 000 světelných let. Je členem kupy galaxií Abell 262. Galaxii objevil 28. října 1850 Bindon Blood Stoney, asistent Willama Parsonse.

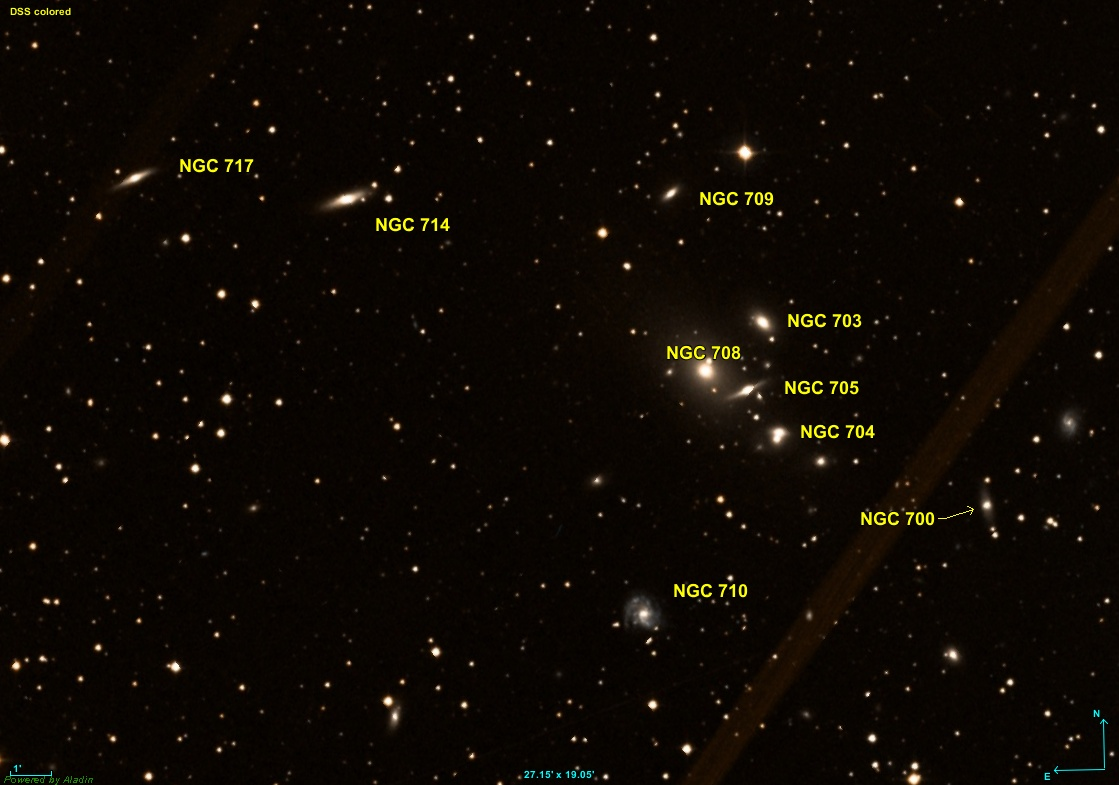
Abell 262